# Roue tourangelle 2021
La 19e édition de la Roue tourangelle a lieu le 4 avril 2021. La course fait partie du calendrier UCI Europe Tour 2021 en catégorie 1.1. C'est également la cinquième épreuve de la Coupe de France de cyclisme sur route 2021.

## Présentation

### Équipes
Classée en catégorie 1.1 de l'UCI Europe Tour, la Roue tourangelle est par conséquent ouvert aux WorldTeams dans la limite de 50 % des équipes participantes, aux équipes continentales professionnelles, aux équipes continentales et aux équipes nationales.
| WorldTeams (4)- AG2R Citroën Team - Cofidis - Groupama-FDJ - Intermarché-Wanty-Gobert Matériaux ProTeams (13)- Androni Giocattoli-Sidermec - Arkéa-Samsic - B&B Hotels p/b KTM - Bingoal Pauwels Sauces WB - Burgos-BH - Caja Rural-Seguros RGA - Delko - Euskaltel-Euskadi - Gazprom-RusVelo - Rally Cycling - Sport Vlaanderen-Baloise - Total Direct Énergie - Uno-X Pro Cycling Team Équipes continentales (5)- Saint Michel-Auber 93 - Swiss Racing - Lotto-Kern-Haus - Vorarlberg - Xelliss-Roubaix Lille Métropole |
| |

### Principaux coureurs présents
Sur cette 19e édition de la Roue Tourangelle, c'est un plateau un peu plus consistant que les années précédentes qui se présente au départ à Sainte-Maure-de-Touraine. Une équipe mais surtout un homme fait figure d'épouvantail, il s’agit de l'équipe Groupama-FDJ qui amène le champion de France en titre : Arnaud Démare. Le sprinteur a les dents longues, il n'a toujours pas gagné cette saison. Mais ce n'est pas le seul sprinteur qui souhaite briller. Nacer Bouhanni pour Arkéa-Samsic est aussi un des favoris. Le nouveau pensionnaire de l'équipe AG2R Citroën, Marc Sarreau va lui aussi tenter de décrocher le bouquet après un début de saison bien en dessous de ce qu'il était capable de produire avant sa chute sur le dernier Tour de Pologne. Hormis ses trois épouvantails français, on peut noter la présence de Simone Consonni pour la team Cofidis ou encore Lorrenzo Manzin et Niccolò Bonifazio pour la Total Direct-Energie. Enfin, les Pierre Rolland, Nans Peters et Alexis Gougeard pourraient bien surprendre tout le monde en jouant leur carte dans les nombreuses côtes de la journée.

## Classements

### Classement final
| \| Classement général \| Classement général \| Classement général \| Classement général \| Classement général \| \| Coureur \| Coureur \| Pays \| Équipe \| Temps \| \| ------------------ \| ------------------ \| ------------------ \| ---------------------------------- \| ------------------ \| \| 1er \| Arnaud Démare \| France \| Groupama-FDJ \| 4 h 52 min 59 s \| \| 2e \| Nacer Bouhanni \| France \| Arkéa-Samsic \| + 0 s \| \| 3e \| Marc Sarreau \| France \| AG2R Citroën Team \| + 0 s \| \| 4e \| Bram Welten \| Pays-Bas \| Arkéa-Samsic \| + 0 s \| \| 5e \| Simone Consonni \| Italie \| Cofidis \| + 0 s \| \| 6e \| Biniam Girmay \| Érythrée \| Delko \| + 0 s \| \| 7e \| Andrea Pasqualon \| Italie \| Intermarché-Wanty-Gobert Matériaux \| + 0 s \| \| 8e \| Luca Mozzato \| Italie \| B&B Hotels p/b KTM \| + 0 s \| \| 9e \| Milan Menten \| Belgique \| Bingoal Pauwels Sauces WB \| + 0 s \| \| 10e \| Lorrenzo Manzin \| France \| Total Direct Énergie \| + 0 s \| |                  |          |                                    |                 |
| |                  |          |                                    |                 |
| Source : ProCyclingStats |                  |          |                                    |                 |
| Classement général |                  |          |                                    |                 |
| Coureur | Coureur          | Pays     | Équipe                             | Temps           |
| 1er | Arnaud Démare    | France   | Groupama-FDJ                       | 4 h 52 min 59 s |
| 2e | Nacer Bouhanni   | France   | Arkéa-Samsic                       | + 0 s           |
| 3e | Marc Sarreau     | France   | AG2R Citroën Team                  | + 0 s           |
| 4e | Bram Welten      | Pays-Bas | Arkéa-Samsic                       | + 0 s           |
| 5e | Simone Consonni  | Italie   | Cofidis                            | + 0 s           |
| 6e | Biniam Girmay    | Érythrée | Delko                              | + 0 s           |
| 7e | Andrea Pasqualon | Italie   | Intermarché-Wanty-Gobert Matériaux | + 0 s           |
| 8e | Luca Mozzato     | Italie   | B&B Hotels p/b KTM                 | + 0 s           |
| 9e | Milan Menten     | Belgique | Bingoal Pauwels Sauces WB          | + 0 s           |
| 10e | Lorrenzo Manzin  | France   | Total Direct Énergie               | + 0 s           |

## Listes des participants
| Bingoal Pauwels Sauces WB BWB | Bingoal Pauwels Sauces WB BWB | Bingoal Pauwels Sauces WB BWB |
| ----------------------------- | ----------------------------- | ----------------------------- |
| Num                           | Coureur                       | Pos                           |
| 1                             | Laurens Huys (BEL)            | 99e                           |
| 2                             | Rémy Mertz (BEL)              | 36e                           |
| 3                             | Kenny Molly (BEL)             | 33e                           |
| 4                             | Dimitri Peyskens (BEL)        | 85e                           |
| 5                             | Milan Menten (BEL)            | 9e                            |
| 6                             | Boris Vallée (BEL)            | 113e                          |
| 7                             | Quentin Venner (BEL)          | AB                            |

| Intermarché-Wanty-Gobert Matériaux IWG | Intermarché-Wanty-Gobert Matériaux IWG | Intermarché-Wanty-Gobert Matériaux IWG |
| -------------------------------------- | -------------------------------------- | -------------------------------------- |
| Num                                    | Coureur                                | Pos                                    |
| 11                                     | Jasper De Plus (BEL)                   | 80e                                    |
| 12                                     | Ludwig De Winter (BEL)                 | 105e                                   |
| 13                                     | Jérémy Bellicaud (FRA)                 | 81e                                    |
| 14                                     | Riccardo Minali (ITA)                  | 66e                                    |
| 15                                     | Andrea Pasqualon (ITA)                 | 7e                                     |
| 17                                     | Kévin Van Melsen (BEL)                 | AB                                     |

| Groupama-FDJ GFC | Groupama-FDJ GFC          | Groupama-FDJ GFC |
| ---------------- | ------------------------- | ---------------- |
| Num              | Coureur                   | Pos              |
| 21               | Arnaud Démare (FRA)       | 1er              |
| 22               | Jacopo Guarnieri (ITA)    | 102e             |
| 23               | Ramon Sinkeldam (NED)     | 69e              |
| 24               | Ignatas Konovalovas (LTU) | 79e              |
| 25               | Benjamin Thomas (FRA)     | 70e              |
| 26               | Lewis Askey (GBR)         | 101e             |
| 27               | Paul Penhoët (FRA)        | AB               |

| Cofidis COF | Cofidis COF               | Cofidis COF |
| ----------- | ------------------------- | ----------- |
| Num         | Coureur                   | Pos         |
| 31          | Simone Consonni (ITA)     | 5e          |
| 32          | Thomas Champion (FRA)     | AB          |
| 33          | Eddy Finé (FRA)           | AB          |
| 34          | Emmanuel Morin (FRA)      | 40e         |
| 35          | Pierre-Luc Périchon (FRA) | 49e         |
| 36          | Fabio Sabatini (ITA)      | AB          |
| 37          | Attilio Viviani (ITA)     | 50e         |

| AG2R Citroën Team ACT | AG2R Citroën Team ACT   | AG2R Citroën Team ACT |
| --------------------- | ----------------------- | --------------------- |
| Num                   | Coureur                 | Pos                   |
| 41                    | Julien Duval (FRA)      | 45e                   |
| 42                    | Dorian Godon (FRA)      | 43e                   |
| 43                    | Alexis Gougeard (FRA)   | 54e                   |
| 44                    | Anthony Jullien (FRA)   | 20e                   |
| 45                    | Nans Peters (FRA)       | 39e                   |
| 46                    | Marc Sarreau (FRA)      | 3e                    |
| 47                    | Clément Venturini (FRA) | 68e                   |

| Total Direct Énergie TDE | Total Direct Énergie TDE | Total Direct Énergie TDE |
| ------------------------ | ------------------------ | ------------------------ |
| Num                      | Coureur                  | Pos                      |
| 51                       | Niccolò Bonifazio (ITA)  | 53e                      |
| 52                       | Valentin Ferron (FRA)    | 77e                      |
| 53                       | Marlon Gaillard (FRA)    | 76e                      |
| 54                       | Alexandre Geniez (FRA)   | 91e                      |
| 55                       | Florian Maitre (FRA)     | 92e                      |
| 56                       | Lorrenzo Manzin (FRA)    | 10e                      |
| 57                       | Paul Ourselin (FRA)      | AB                       |

| Arkéa-Samsic ARK | Arkéa-Samsic ARK      | Arkéa-Samsic ARK |
| ---------------- | --------------------- | ---------------- |
| Num              | Coureur               | Pos              |
| 61               | Nacer Bouhanni (FRA)  | 2e               |
| 63               | Thomas Boudat (FRA)   | 19e              |
| 64               | Bram Welten (NED)     | 4e               |
| 65               | Romain Hardy (FRA)    | 73e              |
| 66               | Donavan Grondin (FRA) | 61e              |
| 67               | Laurent Pichon (FRA)  | 42e              |

| Bingoal Pauwels Sauces WB BWB | Bingoal Pauwels Sauces WB BWB | Bingoal Pauwels Sauces WB BWB |
| ----------------------------- | ----------------------------- | ----------------------------- |
| Num                           | Coureur                       | Pos                           |
| 1                             | Laurens Huys (BEL)            | 99e                           |
| 2                             | Rémy Mertz (BEL)              | 36e                           |
| 3                             | Kenny Molly (BEL)             | 33e                           |
| 4                             | Dimitri Peyskens (BEL)        | 85e                           |
| 5                             | Milan Menten (BEL)            | 9e                            |
| 6                             | Boris Vallée (BEL)            | 113e                          |
| 7                             | Quentin Venner (BEL)          | AB                            |

| Intermarché-Wanty-Gobert Matériaux IWG | Intermarché-Wanty-Gobert Matériaux IWG | Intermarché-Wanty-Gobert Matériaux IWG |
| -------------------------------------- | -------------------------------------- | -------------------------------------- |
| Num                                    | Coureur                                | Pos                                    |
| 11                                     | Jasper De Plus (BEL)                   | 80e                                    |
| 12                                     | Ludwig De Winter (BEL)                 | 105e                                   |
| 13                                     | Jérémy Bellicaud (FRA)                 | 81e                                    |
| 14                                     | Riccardo Minali (ITA)                  | 66e                                    |
| 15                                     | Andrea Pasqualon (ITA)                 | 7e                                     |
| 17                                     | Kévin Van Melsen (BEL)                 | AB                                     |

| Groupama-FDJ GFC | Groupama-FDJ GFC          | Groupama-FDJ GFC |
| ---------------- | ------------------------- | ---------------- |
| Num              | Coureur                   | Pos              |
| 21               | Arnaud Démare (FRA)       | 1er              |
| 22               | Jacopo Guarnieri (ITA)    | 102e             |
| 23               | Ramon Sinkeldam (NED)     | 69e              |
| 24               | Ignatas Konovalovas (LTU) | 79e              |
| 25               | Benjamin Thomas (FRA)     | 70e              |
| 26               | Lewis Askey (GBR)         | 101e             |
| 27               | Paul Penhoët (FRA)        | AB               |

| Cofidis COF | Cofidis COF               | Cofidis COF |
| ----------- | ------------------------- | ----------- |
| Num         | Coureur                   | Pos         |
| 31          | Simone Consonni (ITA)     | 5e          |
| 32          | Thomas Champion (FRA)     | AB          |
| 33          | Eddy Finé (FRA)           | AB          |
| 34          | Emmanuel Morin (FRA)      | 40e         |
| 35          | Pierre-Luc Périchon (FRA) | 49e         |
| 36          | Fabio Sabatini (ITA)      | AB          |
| 37          | Attilio Viviani (ITA)     | 50e         |

| AG2R Citroën Team ACT | AG2R Citroën Team ACT   | AG2R Citroën Team ACT |
| --------------------- | ----------------------- | --------------------- |
| Num                   | Coureur                 | Pos                   |
| 41                    | Julien Duval (FRA)      | 45e                   |
| 42                    | Dorian Godon (FRA)      | 43e                   |
| 43                    | Alexis Gougeard (FRA)   | 54e                   |
| 44                    | Anthony Jullien (FRA)   | 20e                   |
| 45                    | Nans Peters (FRA)       | 39e                   |
| 46                    | Marc Sarreau (FRA)      | 3e                    |
| 47                    | Clément Venturini (FRA) | 68e                   |

| Total Direct Énergie TDE | Total Direct Énergie TDE | Total Direct Énergie TDE |
| ------------------------ | ------------------------ | ------------------------ |
| Num                      | Coureur                  | Pos                      |
| 51                       | Niccolò Bonifazio (ITA)  | 53e                      |
| 52                       | Valentin Ferron (FRA)    | 77e                      |
| 53                       | Marlon Gaillard (FRA)    | 76e                      |
| 54                       | Alexandre Geniez (FRA)   | 91e                      |
| 55                       | Florian Maitre (FRA)     | 92e                      |
| 56                       | Lorrenzo Manzin (FRA)    | 10e                      |
| 57                       | Paul Ourselin (FRA)      | AB                       |

| Arkéa-Samsic ARK | Arkéa-Samsic ARK      | Arkéa-Samsic ARK |
| ---------------- | --------------------- | ---------------- |
| Num              | Coureur               | Pos              |
| 61               | Nacer Bouhanni (FRA)  | 2e               |
| 63               | Thomas Boudat (FRA)   | 19e              |
| 64               | Bram Welten (NED)     | 4e               |
| 65               | Romain Hardy (FRA)    | 73e              |
| 66               | Donavan Grondin (FRA) | 61e              |
| 67               | Laurent Pichon (FRA)  | 42e              |

### Classement UCI
La course attribue aux coureurs le même nombre des points pour l'UCI Europe Tour 2021 et le Classement mondial UCI.
| Position           | 1er | 2e | 3e | 4e | 5e | 6e | 7e | 8e | 9e | 10e | 11e | 12e | 13e à 15e | 16e à 25e |
| Classement général | 125 | 85 | 70 | 60 | 50 | 40 | 35 | 30 | 25 | 20  | 15  | 10  | 5         | 3         |